# Croton sibundoyensis
Espèce
Croton sibundoyensis est une espèce de plantes à fleurs du genre Croton et de la famille des Euphorbiaceae, présente en Colombie.